# بورجومي
بورجومي (بالجورجية: ბორჯომი) هي مدينة منتجعية في جنوب وسط جورجيا وإحدى مناطق سامتسخه–جافاخيتي، على بعد 160 كم من العاصمة تبليسي، ويبلغ عدد سكانها 10546 نسمة.